# Crystal Sky
Crystal Sky (deutsch: Kristallener Himmel) ist das vierte Studioalbum der deutschen Sängerin Lena. Es wurde am 15. Mai 2015 veröffentlicht. Es wurde in Deutschland mit Gold ausgezeichnet.

## Titelliste
| #  | Titel                                     | Autor(en)                                                               | Länge |
| -- | ----------------------------------------- | ----------------------------------------------------------------------- | ----- |
| 1  | The Girl                                  | Melisa Bester • Karl Johan Råsmark • Laila Samuelsen                    | 4:09  |
| 2  | Keep on Living                            | Lena • Tim Myers • Rosi Golan • Richard „Biff“ Stannard • Ash Howes     | 3:21  |
| 4  | Traffic Lights                            | Harry Sommerdahl • Hayley Aitken • Alexander James • Gianni Giuliani    | 2:46  |
| 5  | All Kinds of Crazy                        | Lena • Beatgees • Samuelsen • Katrina Noorbergen                        | 3:40  |
| 7  | Beat to My Melody                         | Lena • Noorbergen • Jonny Coffer • Sam Preston                          | 3:36  |
| 8  | Sleep Now                                 | Noorbergen • Alexander Rethwisch • Konstantin Rethwisch • Heiko Fischer | 3:47  |
| 9  | Lifeline                                  | Lena • Afshin Salmani • Josh Cumbee                                     | 3:06  |
| 10 | 4 Sleeps                                  | Lena • Beatgees • Samuelsen • Noorbergen                                | 4:06  |
| 11 | We Roam                                   | Beatgees • Samuelsen • Noorbergen                                       | 3:47  |
| 12 | Crystal Sky                               | Lena • Beatgees • Samuelsen • Noorbergen                                | 3:28  |
| 13 | Invisible                                 | Lena • Coffer • Noorbergen • Preston                                    | 3:31  |
| 14 | Catapult (feat. Kat Vinter & Little Simz) | Lena • Beatgees • Samuelsen • Noorbergen • Simbiatu Ajiwako             | 5:09  |
| 16 | In the Light                              | Ian Barter • Aurora Aksnes • Norma Jean • Noorbergen • Samuelsen        | 3:18  |
| 17 | Home                                      | Lena • Coffer • Katy Beth Young • Preston                               | 3:42  |

### Neuveröffentlichung
Zusätzliche Lieder
| #  | Titel                           | Autor(en)                                            | Länge |
| -- | ------------------------------- | ---------------------------------------------------- | ----- |
| 3  | Wild & Free                     | Lena • Myers • Sarah Connor • Beatgees               | 3:14  |
| 6  | Galaxies                        | Lena • Robin Grubert • Stefan Skarbek • Nikki Flores | 3:19  |
| 15 | Back In Time                    | Lena • Beatgees • Samuelsen • Simon Triebel          | 3:27  |
| 18 | Beat to My Melody (Madizin Mix) | Lena • Noorbergen • Coffer • Preston                 | 3:39  |

DVD (Live- u. Musikvideos)
| #  | Titel                                                         | Länge |
| -- | ------------------------------------------------------------- | ----- |
| 1  | Traffic Lights (MTV Live Sessions)                            | 2:58  |
| 2  | Beat to My Melody (MTV Live Sessions)                         | 3:39  |
| 3  | 4 Sleeps (MTV Live Sessions)                                  | 4:11  |
| 4  | Catapult (feat. Kat Vinter & Little Simz) [MTV Live Sessions] | 5:10  |
| 5  | Junimond (feat. Lary) [MTV Live Sessions]                     | 4:43  |
| 6  | Wild & Free                                                   | 3:12  |
| 7  | Traffic Lights                                                | 2:48  |
| 8  | Catapult (feat. Kat Vinter & Little Simz)                     | 5:15  |
| 9  | Home                                                          | 3:48  |
| 10 | Wild & Free (Making Of)                                       | 7:26  |
| 11 | Traffic Lights (Making Of)                                    | 3:17  |

## Promotion

### Singleauskopplungen
Lena kündigte erstmals am 9. März 2015 Traffic Lights als erste Single des Albums an. Bereits einen Tag später spielten die ersten deutschen Radiosender das Lied. Am 1. Mai wurde das Lied offiziell auf allen Downloadportalen veröffentlicht, knapp einen Monat später folgte eine EP mit Remixen von Jens Maywald, Pharfar, Dragonman, DIA und Mike Vamp. Kritikerreaktionen waren überwiegend positiv, Traffic Lights wurde „Ohrwurm-Charakter“ attestiert.
Mit Wild & Free wurde im September 2015 ein neu aufgenommenes Lied veröffentlicht, das nicht auf der im Mai erschienenen Version von Crystal Sky enthalten ist. Wild & Free, geschrieben von Tim Myers und Sarah Connor, dient als Titelsong zur deutschen Filmkomödie Fack ju Göhte 2. Das Lied brachte Lena die erste Platzierung in den Top-10 der deutschen Singlecharts seit dem 2012 veröffentlichten Stardust ein.

### Tournee

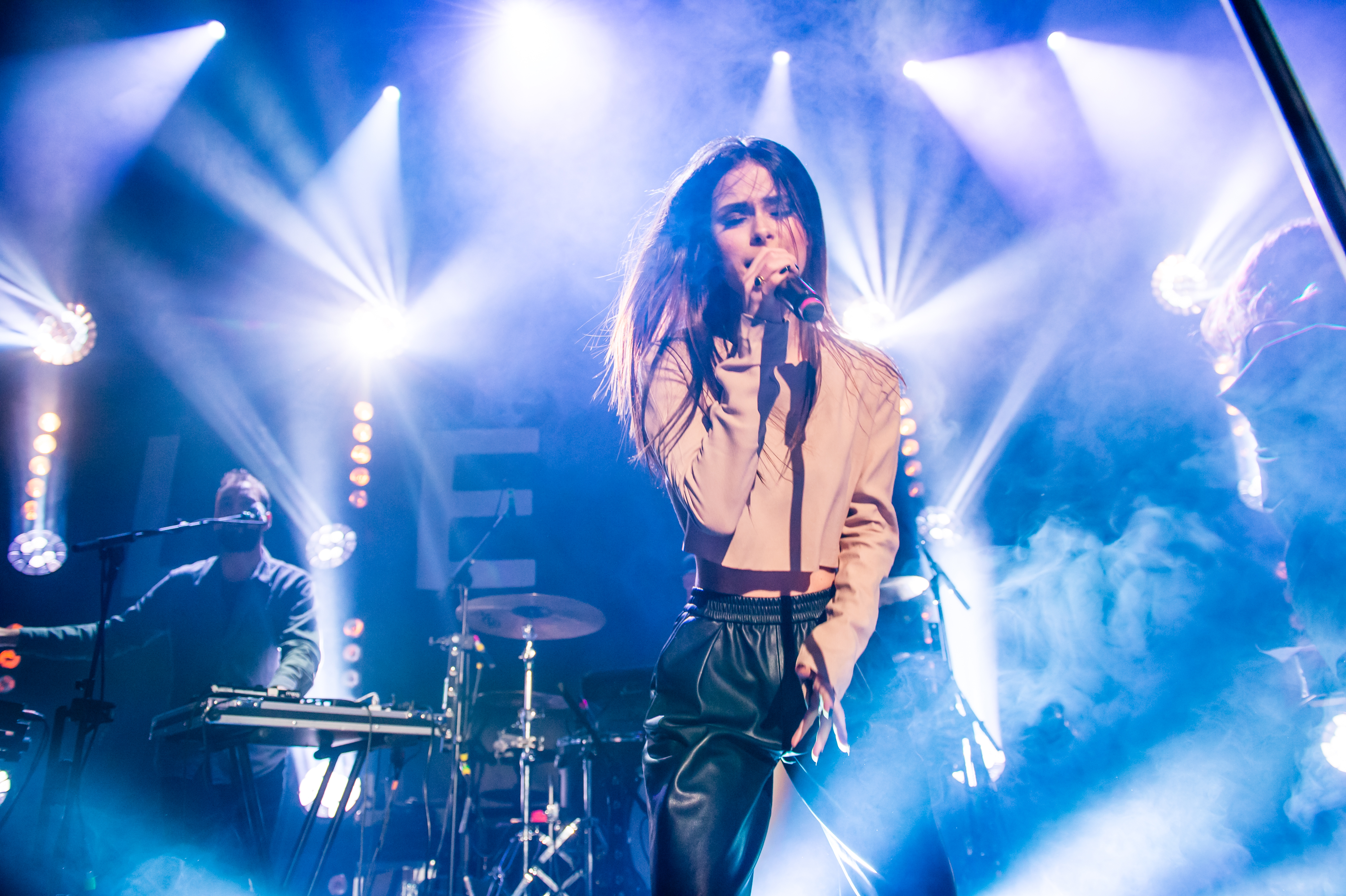
Lena auf einem Konzert der Carry You Home Tour in Köln.

Im Oktober 2015 startete Lena ihre Carry You Home Tour in Berlin. Sie spielte in insgesamt sechs deutschen Städten und führte die Tour im Februar des darauffolgenden Jahres in zehn weiteren Städten fort. Im Vorprogramm traten unter anderem die australische Sängerin Kat Vinter auf, die mit Lena auch einige Lieder des Albums komponierte, sowie die belgische Sängerin Emma Bale. Die Konzerttournee erhielt positive Kritiken, die Konzerte wurden als „authentisch inszeniert“ gelobt.
| Datum            | Stadt     | Veranstaltungsort            |
| ---------------- | --------- | ---------------------------- |
| 21. Oktober 2015 | Berlin    | Heimathafen Neukölln         |
| 22. Oktober 2015 | Hamburg   | Gruenspan                    |
| 23. Oktober 2015 | Leipzig   | Werk2                        |
| 25. Oktober 2015 | Stuttgart | Im Wizemann                  |
| 26. Oktober 2015 | Frankfurt | Batschkapp                   |
| 27. Oktober 2015 | Köln      | Gloria-Theater               |
| 16. Februar 2016 | Hannover  | Capitol                      |
| 17. Februar 2016 | Bielefeld | Lokschuppen                  |
| 18. Februar 2016 | Bremen    | Modernes                     |
| 20. Februar 2016 | Erfurt    | Stadtgarten Erfurt           |
| 21. Februar 2016 | München   | Theaterfabrik / Optimolwerke |
| 22. Februar 2016 | Frankfurt | Batschkapp                   |
| 25. Februar 2016 | Dortmund  | FZW                          |
| 27. Februar 2016 | Hamburg   | Große Freiheit 36            |
| 28. Februar 2016 | Berlin    | Huxley's Neue Welt           |
| 29. Februar 2016 | Köln      | E-Werk                       |

## Rezeption

### Kritikerstimmen
Die Rezensionen zu Crystal Sky fielen gemischt aus. Während einige Kritiker den musikalischen Wandel hin zu elektronischeren Klängen als mutig und gelungen lobten, kreideten andere den einzelnen Liedern zu große Austauschbarkeit an.
- „Einem Choral ähnlich steigert sich die Feierlichkeit beim Opener „The Girl“ dann im Refrain noch mal um ein ganzes Stück. Auch strukturell ist das ganze kein Bubblegum-Pop, dafür ist das Stück zu verwachsen. Kein schlechter Opener eigentlich und auch gleich das beste Stück der Platte. […] Für eine Popproduktion gibt es wenig zu meckern. […] So international die Platte aber auch angelegt ist, so austauschbar klingt sie. […] Für ein wirklich in Erinnerung bleibendes und eigenständiges Werk fehlt es Crystal Sky aber doch etwas an Substanz.“ − Markus Brandstetter, laut.de[9]
- „Herausgekommen sind vertraut klingende Popmelodien, mal unterlegt mit hymnischen Klängen, mal begleitet von elektronischen Rhythmen, die eben wie vieles klingen, das bereits im Radio läuft. Für sie selbst und ihre musikalische Entwicklung mag das trotzdem eine Neuausrichtung sein. [...] Ein echtes künstlerisches Risiko geht dieses Album nicht ein.“ – Hannah Feiler, Frankfurter Allgemeine[10]
- „Ihre eigensinnig überbetonende Stimme dringt noch immer durch, wird aber ein bisschen gebändigt, sodass Lena weniger nach Schultheater als nach einer sanft autogetunten Sängerin klingt, in einem von Dubstep und Dudelpop eingefassten Feld. Darin bewegt sie sich sicher und unauffällig. Kein neues Frolleinwunder. Aber ein souveräner Auftritt.“ – Sebastian Zabel, Rolling Stone[11]
- „Drei Jahre später ist mit Crystal Sky nur noch wenig vom kleinen Fräuleinwunder übrig. Und das ist auch ganz gut so. Stattdessen ist der entenartige Unterton in Lenas Stimme weitestgehend verschwunden, ihr Gesang insgesamt höher und nicht immer von Ellie Goulding zu unterscheiden. Macht auch nichts, denn die Songs von Crystal Sky klingen so international, dass Lena mit dem Popsternchen locker mithalten kann und in den Billboardcharts vermutlich eine Chance hätte.“ – Lena Zschirpe, plattentests.de[12]

### Kommerzieller Erfolg
In Deutschland knüpfte Crystal Sky an die Erfolge von Lenas Vorgängeralben an. Nach Veröffentlichung stieg das Album direkt auf den zweiten Platz der deutschen Albumcharts ein und hielt sich 18 Wochen in den Top 100. In den deutschen Midweekcharts führte Lena die Chartliste nach den ersten vier Verkaufstagen noch an, am Ende der Woche musste sie sich jedoch Mountain Man von Andreas Gabalier geschlagen geben. Im deutschsprachigen Ausland war das Album weniger erfolgreich mit einer Top-30- bzw. Top-40-Platzierung in Österreich und der Schweiz.

## Chartplatzierungen
| ChartsChartplatzierungen | Höchstplatzierung | Wochen |
| ------------------------ | ----------------- | ------ |
| Deutschland (GfK)        | 2 (18 Wo.)        | 18     |
| Österreich (Ö3)          | 25 (2 Wo.)        | 2      |
| Schweiz (IFPI)           | 40 (1 Wo.)        | 1      |